# イオン横手店
イオン横手店 （イオンよこててん）は、秋田県横手市安田にあるイオン東北株式会社が管理・運営する総合スーパー (GMS)。

## 概要
当初、サティブランドの「横手サティ」として、秋田県3号店（1号店は秋田サティ（現・イオン秋田中央店）、2号店は東北ニチイ能代店から転換した旧能代サティ）として開業した。当時の運営会社は、マイカル東北。
マイカルグループの破綻に伴いマイカル東北運営店舗が全滅した中で、唯一の残存店舗である。したがって、グループ破綻後にマイカル本体が譲受した旧マイカル東北唯一の店舗と言い換えることもできる。
破綻処理の過程で、マイカルの親会社がイオンとなったことにより、隣接するジャスコ横手南店(当時)と競合してしまうことから、ジャスコ横手南店をイオンスーパーセンター横手南店に転換。横手サティは同時に破綻したマイカル東北から施設の営業権を買い取った上で、多大な赤字を出していた食料品部門などから撤退し、衣料品中心の店舗に転換することになった。サティ側をスーパーセンター方式に転換することも検討したが、ジャスコ側をスーパーセンターにする意向もありイオン社長の岡田元也が却下した経緯がある。
しかし、集客力が低迷していく中で、「衣料品中心の店舗」という当初の戦略は困難を極めた。平日の駐車場は半分以上がら空き状態で、人は数えるくらいしかおらず、しまいには屋上駐車場が通年閉鎖にまでなるほど運営が厳しくなった。そこで、2017年に一部食料品部門の復活、薬コーナーの設置・処方せんの受付などの大規模なリニューアルを実施、新たな専門店としてニトリ等を誘致し、家具・生活用品の売り場も事実上拡充された。
運営会社のマイカルが、イオンリテールへ吸収合併された際に、店舗名が「イオン横手店」へ改称されている。

## 沿革
- 1997年（平成9年）4月25日 - マイカル東北運営の「横手サティ」としてオープン。
- 2003年（平成15年）12月1日 - 施設所有者のハートリアルエステートがマイカルに吸収合併。
- 2004年（平成16年）3月6日 - 隣接するジャスコ横手店（現・イオンスーパーセンター横手南店）と同時にリニューアル[3]。
- 2010年（平成22年）2月16日 - 秋田県と株式会社マイカル[注釈 2]にて､災害時における生活必需物資の供給に関する協定を締結[5]。
- 2011年（平成23年）3月1日 - GMS事業の再編に伴い、運営会社のマイカルがイオンリテールに吸収合併され「イオン横手店」へ店名変更。
- 2014年（平成26年）9月19日 - 施設駐車場の収容台数を削減し、屋上駐車場を閉鎖[1]。
- 2017年（平成29年）11月23日 - 全館リニューアルに伴い、核テナントとして「ニトリイオン横手店」がオープン。
- 2020年（令和2年）3月1日 - イオン東北株式会社発足に伴い、店舗の管理・運営および食品売場をイオン東北に移管[6]。
- 2021年（令和3年）9月1日 - イオン東北とイオンリテール東北事業本部の統合に伴い、「イオン横手店」衣料、住居余暇、H&BC各売場をイオン東北に移管[7][8]。
- 2023年（令和5年）10月31日 - 「天ぷら和食処四六時中横手店」が閉店[9]。
- 2024年（令和6年）
  - 2月18日 -  「スタジオアリスイオン横手店」が閉店。
  - 2月25日 -  「コムサイズムイオン横手」が閉店。
  - 11月24日 - 「ニトリイオン横手店」が移転のため閉店[10]。
- 2025年（令和7年）2月24日 -  「ディッパーダンイオン横手FC店」が閉店。

## フロアとテナント

### フロア概要
核店舗のイオン横手店と18の専門店で構成される。屋上駐車場は2014年より閉鎖しているため、利用不可となっている。
| 階  | フロア概要                            |
| --- | ------------------------------------- |
| R階 | 閉鎖中                                |
| 2階 | 衣料品のフロア                        |
| 1階 | 食品・ヘルス&ビューティ・文具のフロア |

### 主なテナント
1階
- ミスタードーナツ（ファストフード）
- a・a・v（婦人服）
- エガミ（婦人服）
- ハニーズ（婦人服）
- Campus（美容院）

2階
- セリア（100円ショップ）
- モーリーファンタジー（アミューズメント）

※テナント情報は2025年2月時点
出店テナント全店の一覧および営業時間、ATMを設置している金融機関の詳細情報は公式サイト「イオン東北の店舗ページ」「フロアガイド」を参照。

## アクセス

### バス
- 横手駅東口より羽後交通「ふるさと村線」「朝日が丘線」で「イオン前」下車[12][13]。
- 横手バスターミナルより「横手市循環バス」で「テレトラック・ウインズ横手前」下車[14]。

### 自動車
- E46 秋田自動車道 / E13 東北中央自動車道 横手インターチェンジ イオンSuCから交差点ひとつ先の左手。
- E46 秋田自動車道 横手北スマートICより約10分

### 鉄道
- JR奥羽本線/北上線 - 横手駅から徒歩で約21分
- JR奥羽本線 - 柳田駅から徒歩で約38分

### 駐車場
閉鎖中の屋上駐車場を除いて542台分が利用可能である。
| 施設駐車場  | 駐車台数 | 駐車可能時間 | 備考                        |
| ----------- | -------- | ------------ | --------------------------- |
| 南側A駐車場 | 352      | 8:30 - 20:30 | 平日以外は21:30まで利用可能 |
| 東側D駐車場 | 190      | 8:30 - 20:30 | 平日以外は21:30まで利用可能 |
| 屋上駐車場  | 315      | ※閉鎖中      | 利用不可                    |

## 隣接連携店舗

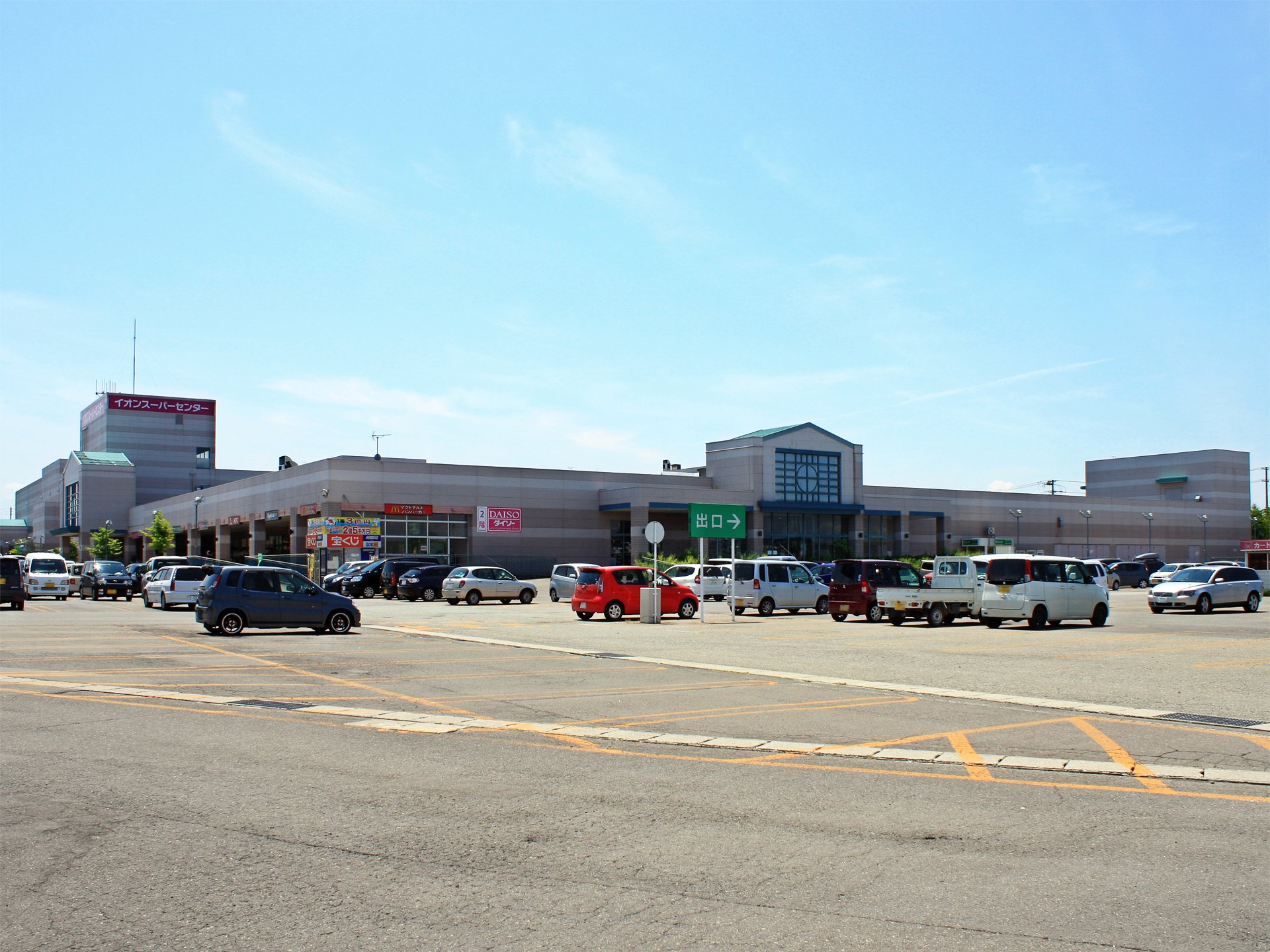
イオンスーパーセンター横手南店

- イオンスーパーセンター横手南店 - 200mの距離で隣接。イオン横手店が販売していない日用品・一部食料品（生鮮・惣菜）を販売している（かつては相互にシャトルバスを運行していた[要出典]）。